# Edinburgh Rugby Stadium
Das Edinburgh Rugby Stadium (Sponsoringname DAM Health Stadium) ist ein Rugby-Stadion in der schottischen Hauptstadt Edinburgh, Vereinigtes Königreich. Der Rugby-Union-Club Edinburgh Rugby trägt hier seine Heimspiele aus. Er betreibt auch die Sportanlage. Der schottische Verband Scottish Rugby Union (SRU) ist der Eigentümer der Anlage. Die Spielstätte wurde direkt hinter der Westtribüne des Murrayfield Stadium und neben der Eissporthalle Murrayfield Ice Rink errichtet. Sie bietet auf ihren vier Tribünen rund 7800 Sitz- und Stehplätze. Hinter dem Rang im Westen führt der Fluss Water of Leith entlang.

## Geschichte
Der 1996 neugegründete Club Edinburgh Rugby führte ein Nomadenleben und war in seiner Geschichte in verschiedenen Stadien in Edinburgh, wie der Easter Road der Hibernians, dem Meadowbank Stadium und dem Myreside Stadium, beheimatet, bevor man für eine längere, unbefriedigende Zeit die Heimspiele im Murrayfield Stadium austrug. Ein erster Entwurf für den Neubau wurde Anfang Juni 2018 veröffentlicht. Die Pläne wurden im Oktober des Jahres von der Stadt genehmigt. Aufgrund von Verzögerungen konnten die Arbeiten am Mini Murrayfield erst im September 2019, nach Erteilung der Baugenehmigung, beginnen. Der £5,7 Mio. teure Bau wurde im Februar 2021 fertiggestellt und bietet rund 7800 überdachte Plätze, davon ca. 5800 Sitz- und etwa 2000 Stehplätze (Safe Standing). Die erste Begegnung in der neuen Heimspielstätte bestritt Edinburgh Rugby am 11. September 2021 gegen die Newcastle Falcons. Die Gäste bezwangen vor 6512 Besucher Edinburgh mit 26:10.
Gegen Ende September 2021 erhielt die Heimat von Edinburgh Rugby den Sponsorennamen DAM Health Stadium, nach dem Gesundheitsunternehmen DAM Health. Der Vertrag hat eine Laufzeit von fünf Jahren. DAM Health zahlt dafür eine siebenstellige Summe.

## Tribünen
Das Stadion bietet auf seinen Rängen rund 7800 Plätze. Die Flutlichtanlage auf vier 25 m hohen Masten ist mit LED-Scheinwerfern ausgestattet.
- North Stand: 2047 Plätze (Haupttribüne)
- East Stand: 1480 Plätze (Hintertortribüne)
- South Stand: 2704 Plätze (Gegentribüne)
- West Stand: 1564 Plätze (Hintertortribüne)

Behindertengerechte Plätze sind auf allen Rängen vorhanden. Auf der Haupttribüne steht eine speziell behindertengerechte Terrasse zur Verfügung.